# Austrolimnophila (Austrolimnophila) illustris
Austrolimnophila (Austrolimnophila) illustris is een tweevleugelige uit de familie steltmuggen (Limoniidae). De soort komt voor in het Oriëntaals gebied.